# Ruota d'Oro
La Ruota d'Oro (oficialmente: Ruota d'Oro-GP Festa del Perdono) es una carrera ciclista profesional italiana que se disputa anualmente en Castelfranco di Sopra (Provincia de Arezzo, Toscana) y sus alrededores, a finales del mes de septiembre.
La primera edición se disputó en 1978, pero no fue hasta la creación de los Circuitos Continentales UCI en 2005 cuando comenzó a disputarse regularmente formando parte del UCI Europe Tour, dentro de la categoría 1.2 (última categoría del profesionalismo). Desde el 2006 cambió al nombre actual introduciéndose el "apellido" de GP Festa del Perdono en el nombre oficial.
La Ruota d'Oro se realizaba en formato por etapas entre 1978 y 1990.

## Palmarés
| Año                               | Ganador                    | Segundo               | Tercero              |           |
| --------------------------------- | -------------------------- | --------------------- | -------------------- | --------- |
| Ruota d'Oro                       |                            |                       |                      |           |
| 1978                              | Giuseppe Saronni           | Giovanni Battaglin    | Alfio Vandi          |           |
| 1979                              | Francesco Moser            | Giuseppe Saronni      | Roberto Visentini    |           |
| 1980                              | Gianbattista Baronchelli   | Silvano Contini       | Alfredo Chinetti     |           |
| 1981                              | Knut Knudsen               | Francesco Moser       | Gregor Braun         |           |
| 1982                              | Alf Segersäll              | Giuseppe Montella     | Luciano Rabottini    |           |
| 1983                              | Roberto Visentini          | Emanuele Bombini      | Mario Beccia         |           |
| 1984                              | Serge Demierre             | Emanuele Bombini      | Bruno Leali          |           |
| 1985                              | Silvano Contini            | Pierino Gavazzi       | Iñaki Gastón         |           |
| 1986-1989 ediciones no realizadas |                            |                       |                      |           |
| 1990                              | Maurizio Vandelli          | Pierino Gavazzi       | Andrea Tafi          |           |
| 1991-2001 ediciones no realizadas |                            |                       |                      |           |
| 2002                              | Giairo Ermeti              | Aleksandr Bajenov     | Giulio Tomi          |           |
| 2003                              | Pasquale Muto              | Alex Gualandi         | Jure Zrimšek         |           |
| 2004                              | Paolo Bailetti             | Rocco Capasso         | Marco Bicelli        |           |
| 2005                              | Branislau Samoilau         | Alessio Signego       | Eros Capecchi        |           |
| Ruota d'Oro-GP Festa del Perdono  |                            |                       |                      |           |
| 2006                              | Serguéi Kolésnikov         | Alekséi Shchebelin    | Andréi Kliuyev       |           |
| 2007                              | Davide Bonucelli           | Andrius Buividas      | Henry Frusto         |           |
| 2008                              | Ben Gastauer               | Aleksandr Serebriakov | Edoardo Girardi      |           |
| 2009                              | Emanuele Moschen           | Alfredo Balloni       | Gianluca Brambilla   |           |
| 2010                              | Francesco Manuel Bongiorno | Matteo Trentin        | Gabriele Pizzaballa  |           |
| 2011                              | Antonio Parrinello         | Carmelo Panto         | Devid Tintori        |           |
| 2012                              | Mattia Cattaneo            | Viacheslav Kuznetsov  | Andrea Fedi          |           |
| 2013                              | Andrea Toniatti            | Luca Chirico          | Valerio Conti        |           |
| 2014                              | Giacomo Berlato            | Roman Kustadinchev    | Jordan Sarrou        |           |
| 2015                              | Simone Velasco             | Seid Lizde            | Cristian Raileanu    |           |
| 2016                              | Vincenzo Albanese          | Andrea Vendrame       | Michele Corradini    |           |
| 2017                              | Nicolás Tivani             | Filippo Rocchetti     | Luca Raggio          |           |
| 2018                              | Samuele Zoccarato          | Clément Champoussin   | Filippo Rocchetti    |           |
| 2019                              | Nicola Venchiarutti        | Samuele Zambelli      | Francesco Di Felice  |           |
| 2020                              | cancelada                  | cancelada             | cancelada            | cancelada |
| 2021                              | Andrea Piccolo             | Antonio Puppio        | Martin Marcellusi    |           |
| 2022                              | Jordan Labrosse            | Anders Foldager       | Alex Tolio           |           |
| 2023                              | Gil Gelders                | Francisco Peñuela     | Florian Kajamini     |           |
| 2024                              | Roman Ermakov              | Travis Stedman        | Alessandro Pinarello |           |

## Palmarés por países
| País        | Victorias |
| ----------- | --------- |
| Italia      | 21        |
| Rusia       | 2         |
| Suiza       | 1         |
| Noruega     | 1         |
| Suecia      | 1         |
| Bielorrusia | 1         |
| Luxemburgo  | 1         |
| Argentina   | 1         |
| Francia     | 1         |
| Bélgica     | 1         |